# Khalid Boulahrouz
Khalid Boulahrouz (født 28. december 1981 i Maassluis, Holland) er en tidligere hollandsk fodboldspiller, der har spillet for klubber i Holland, Tyskland, England, Spanien, Portugal samt i danske Brøndby IF. Han opnåede 35 landskampe for Holland i perioden 2004-2012 og deltog i fire slutrunder.
Hans kælenavn er "Kannibalen" for hans evne til at "æde op" modstanderen.  Han var kendt for sin tackling og alsidighed bagtil.

## Klubkarriere
Han debuterede for klubben RKC Waalwijk i 2001, og skiftede til Hamburger SV i begyndelsen af 2004/2005-sæsonen. Derefter var han i Chelsea F.C. fra 2006-2008 (og på leje i Sevilla FC i 2007), hvorefter han var i VfB Stuttgart fra 2008-2012 og skiftede til Sporting Lissabon i 2013, hvorfra han senere samme år blev fritstillet af økonomiske årsager.
Den 7. oktober 2013 skrev Boulahrouz kontrakt med den danske Superligaklub Brøndby IF efter mange ugers forhandlinger. Her spillede han frem til juli 2014, hvor han skiftede til Feyenoord i Holland på en et-årig kontrakt. Efter udløbet af kontrakten i Feyenoord var Boulahrouz klubløs, indtil han i februar 2016 indstillede sin fodboldkarriere.

## Landsholdskarriere
Imponerende spil gjorde at Marco van Basten udtog ham til den hollandske landsholdstrup. Han debuterede på Hollands fodboldlandshold 3. september 2004 i 3-0-sejren mod Liechtenstein.